# Pirata coreanus
Pirata coreanus este o specie de păianjeni din genul Pirata, familia Lycosidae, descrisă de Paik, 1991. Conform Catalogue of Life specia Pirata coreanus nu are subspecii cunoscute.